# 索拉罗山圣母堂
索拉罗山圣母堂（Chiesa di Santa Maria a Cetrella）是意大利卡普里岛阿纳卡普里镇的一个方济各会小堂和隐修院（Eremo），位于索拉罗山上。它被称为“卡普里最具超凡脱俗的教堂”。
该堂有一尊圣母像，受到朝圣者的崇敬，包括德语诗人莱纳·玛利亚·里尔克在内。它建于中世纪，卡普里岛居民到该堂，为岛上的渔民代祷。堂内有灰泥装饰，和拱形天花板。